# Шлаєн Олександр Олександрович
Олександр Олександрович Шлаєн (25 червня 1931, Київ, Українська РСР, СРСР — 29 червня 2004, Київ, Україна) — український правозахисник, публіцист, письменник, кінодокументаліст. 
Один із засновників Історико-просвітницького центру "Бабин Яр" та Міжнародного антифашистського комітету. Заступник голови Об'єднаної єврейської общини України.
Заслужений працівник культури України.

## Життєпис

Могила Олександра Шлаєна та Алли Ревенко, Берковецьке кладовище

Народився 25 червня 1931 року. Корінний киянин.
Випускник вищих режисерських курсів за Всесоюзного державного інституту кінематографії. Працював на студіях Москви, Риги, Владикавказу, Києва, де зняв понад 40 документальних фільмів.
З початку 1970-х — активний учасник єврейського руху за право еміграції до Ізраїлю.
У 1981 році вийшов у світ фільм Шлаєна «Бабин Яр. Уроки історії» про гітлерівський геноцид євреїв у Києві часів Німецько-радянської війни.
У 1982 під час обшуку було заарештовано рукопис його документальної повісті «Бабин Яр». Книга була видана вже після розпаду СРСР у 1995 році.
У 1989 Олександр Шлаєн очолив створений ним громадський історико-просвітницький центр «Бабин Яр». На посаду прес-секретаря центру він запросив журналіста англомовної газети "News from Ukraine" Максима Павленка.
У 1991 Шлаєна було призначено першим заступником голови урядового комітету, що був створений для проведення на міжнародному рівні заходів, присвячених 50-річчю трагедії Бабиного Яру. Оргкомітет очолював заступник Голови Ради Міністрів УРСР Сергій Комісаренко. У цей же час Шлаєн випустив фільм «Бабин Яр. Правда про трагедію» та першу «Книгу пам'яті» — мартиролог жертв трагедії.
У 1992 році Указом Президента України Леоніда Кравчука за розвиток єврейської культури Олександра Шлаєна було удостоєно почесного звання «Заслужений працівник культури України».
У 1995 він видав другу (доповнену) версію «Книги пам'яті».
У 1999 році на з'їзді Об'єднаної  єврейської общини України обраний заступником голови ОЄОУ.
На початку 2004 року за позовом Шлаєна була закрита через суд за публікації, що розпалюють ксенофобію та антисемітизм, газета «Сільські вісті», що знаходилася під патронатом Соціалістичної партії України.
Дружина — мистецтвознавиця Алла Ревенко (1938—2022).
Помер після тяжкої хвороби 29 червня 2004 року, через чотири дні після 73-го дня народження. Похований на Берковецькому кладовищі разом з дружиною.